# Felix Weingartner
Pour les articles homonymes, voir Weingartner.
Felix Weingartner, Edler von Münzberg (né le 2 juin 1863 à Zara, Dalmatie, aujourd'hui Zadar en Croatie et mort le 7 mai 1942 à Winterthour) est un chef d'orchestre autrichien mais aussi un compositeur néoromantique, pianiste et écrivain.

## Biographie
D'origine noble, Felix Weingartner étudie à Graz en Autriche, Leipzig, puis à Weimar avec Franz Liszt. Il est également l'élève de Carl Reinecke. Il partage son travail entre la direction d'orchestre et l'administration artistique. Parallèlement, il est compositeur et écrivain.
Alors que Weingartner occupe déjà à Mannheim et Berlin plusieurs positions de direction, il est choisi par Gustav Mahler en 1908 pour diriger l'Opéra d'État de Vienne pour une période de trois ans. De 1908 à 1927, Weingartner dirige l'Orchestre philharmonique de Vienne. De 1919 à 1924, il est directeur de l'Opéra populaire de Vienne. En 1927,  Weingartner est allé en Suisse. De 1935 à 1936, il a dirigé à nouveau l'Opéra d'État de Vienne. En outre, Weingartner travaille à Hambourg, Boston, Munich et Bâle.
Bien que Weingartner ait abondamment composé (des opéras, des symphonies, des lieder, et de la musique de chambre), ses œuvres sont aujourd'hui rarement jouées.
En tant que chef d'orchestre, il a influencé des générations de musiciens par sa technique aussi claire qu'élégante.

## Principales œuvres

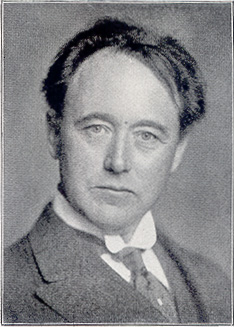
Felix Weingartner en 1916.

### Symphonies
- Symphonie nº 1 en sol, opus 23
- Symphonie nº 2 en mi-bémol, opus 29
- Symphonie nº 3 en mi, opus 49 avec orgue
- Symphonie nº 4 en fa, opus 61
- Symphonie nº 5 en ut mineur, opus 71
- Symphonie nº 6 en si mineur, opus 74, 'en souvenir du 19 novembre 1828' (« Tragique »). Le second mouvement est basé sur des pièces qui rappellent le mouvement scherzo ou menuet de la Symphonie inachevée de Schubert, en si mineur D. 759.)
- Symphonie nº 7 en ut majeur, Choral, opus 87 (1935–37)

### Opéras
- Sakuntala, opus 9, 1884
- Malakiwa, opus. 10, 1886
- Genesius, opus. 14, 1892
- Trilogy Orestes, opus. 30, 1902
- Kain und Abel, opus. 54, 1914

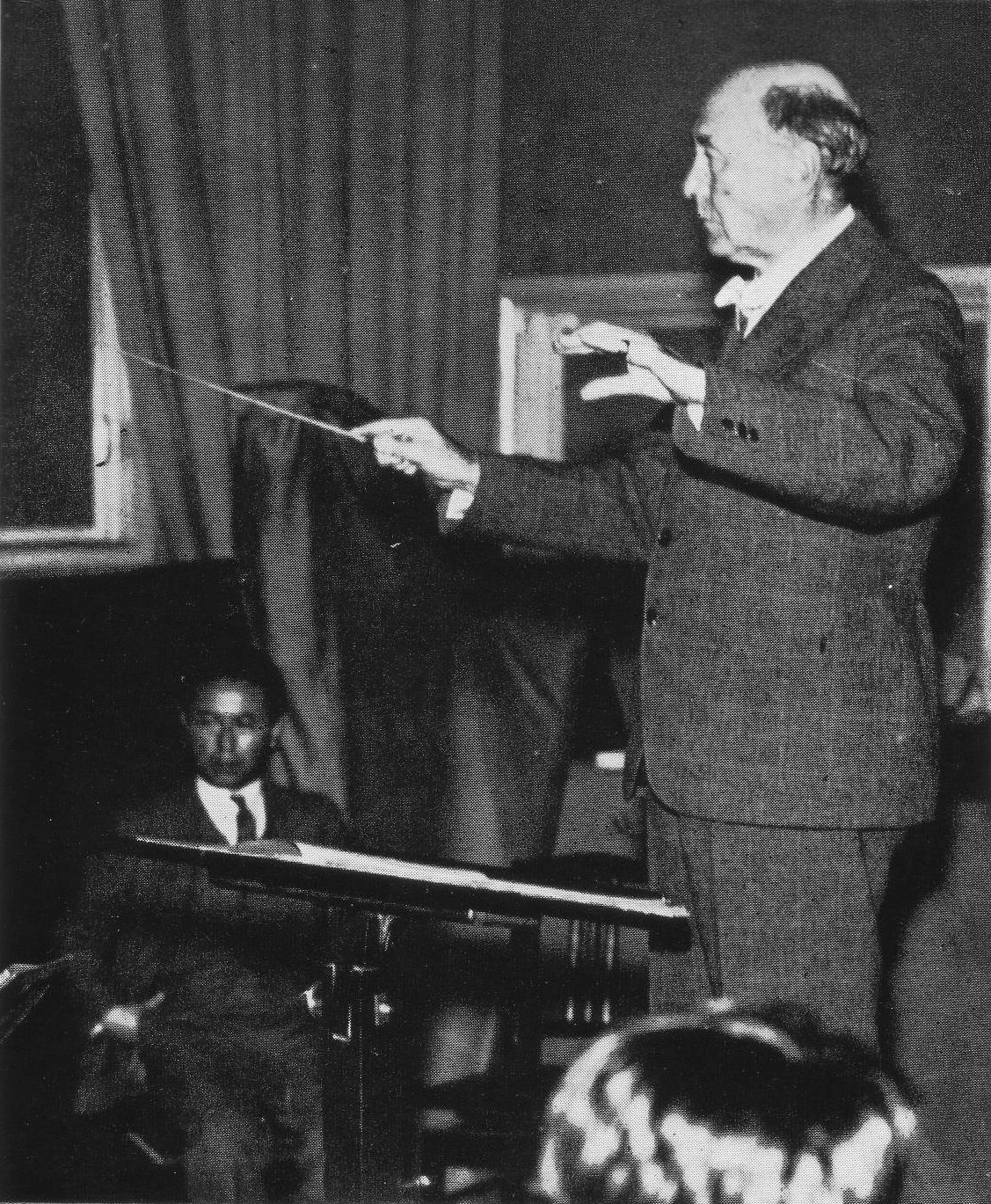
Felix Weingartner au Japon en 1937.

- Dame Kobold (d'après Pedro Calderón de la Barca; la même pièce a inspiré à Carl Reinecke une ouverture et à  Joachim Raff un opéra), opus. 57, 1916
- Die Dorfschule, opus. 64, 1920
- Meister Andrea, opus. 66, 1920
- Der Apostat, opus. 72 — non publié.

## Anecdote
Dans l'Entre-deux-guerres, un chef d'orchestre viennois avait demandé à Weingartner à quel tempo devait être jouée la Cinquième symphonie de Beethoven. Sa réponse fut la suivante : « Cher collègue, je joue justement cette symphonie dimanche prochain. Venez donc, vous saurez ! ».[réf. nécessaire]

## Écrits
- Die Lehre von der Wiedergeburt und das musikalische Drama. ("L'enseignement de la renaissance et du drame musical") 1895
- Über das Dirigieren. ("De la direction d'orchestre") 1896 o. 1905
- Bayreuth" 1876-96, ein Bericht (Bayreuth, un récit) (Weingartner a été assistant puis chef d'orchestre sous la direction de  Richard Wagner et plus tard de Cosima Wagner)
- Die Symphonie nach Beethoven. ("La symphonie selon Beethoven") 1898
- Ratschläge für Aufführungen klassischer Symphonien. ("Conseils pour l'exécution de symphonies classiques") 3 volumes, 1906-23
- Akkorde (gesammelte Aufsätze). ("Accords, réunion d'articles") 1912
- Lebenserinnerungen. ("Mémoires") 2 volumes, 1923/29

## Discographie
- Quatuors à cordes nos 1 et 3 - Quatuor Sarastro (18-20 septembre 2006, CPO 777 251-2)
- Quatuors à cordes nos 2 et 4 - Quatuor Sarastro (16-18 octobre 2008, CPO 777 253-2)
- Quatuor à cordes no 5, Quintette à cordes - Quatuor Sarastro (novembre 2007/janvier 2008, CPO 777 252-2)

Les symphonies ont fait l'objet de publications discographiques par l’Orchestre symphonique de Bâle dirigé par Marko Letonja chez l'éditeur CPO.